# Febo el troyano
El caballero del Febo el troyano es un libro de caballerías español, obra de Esteban Corbera, publicado en Barcelona en 1576, con el título de Dechado y remate de grandes hazañas donde se cuentan los inmortales hechos del Caballero del Febo el troyano, y de su hermano don Hispalián de la Venganza, hijos del grande Emperador Floribacio. El autor dedicó el libro a Doña Mencía Fajarda y de Zúñiga, Marquesa de los Vélez y Molina. 
La obra, que lleva un larguísimo prólogo y contiene 53 capítulos es, en importante proporción, un plagio de la primera parte del Espejo de príncipes y caballeros, de Diego Ortúñez de Calahorra. 
Hay ejemplares de este libro en la Biblioteca del Museo Británico, la Biblioteca Nacional de España y la Biblioteca de la Hispanic Society de Nueva York.

## Contenido
El libro tiene la siguiente tabla de capítulos:
1.- (Sin epígrafe)
2.- Do se cuenta quién era la jayana que al infante libró de muerte.
3.- Do se da cuenta del nacimiento del gran Floribacio príncipe de Troya.
4.- Que cuenta el origen del Emperador Balisandro, y la causa porqué al Emperador Floreano movió guerra.
5.- Que cuenta cómo las flotas que en ayuda de los troyanos venían parecieron delante la gran ciudad de Troya.
6.- Que cuénta cómo la gran flota del emperador Balisandro llegó a vista de la ciudad de Troya.
7.- De la forma que los paganos ordenaron sus gentes y aparajeos para la batalla y combate, y lo que sobre ello el emperador Floreano hizo.
8.- De la reñida y temerosa batalla que entre los cristianos y paganos hubo con el dudoso fin della.
9.- Del gran socorro que al Emperador Floreano el rey Cleandro de Numidia hizo, y del fin que la batalla y combate tuvo.
10.- De lo que los paganos ordenaron fenecida la batalla, y cómo se pusieron treguas por cincuenta días, para enterrar los muertos de entrambas partes.
11.- Cómo llegó de noche una gran flota al puerto de Troya, poniendo gran espanto con la novedad de su grandeza y hermosura.
12.- De la muy cruel y temerosa batalla que entre los seis por seis se pasó, y de la dudosa victoria della.
13.- De lo que la princesa Roseliana consigo misma pasó, y de las exclamaciones que sola en su aposento hizo.
14.- De cómo el príncipe Floribacio guarecido de sus llagas se enamoró por extraño modo de la princesa Roseliana.
15.- Que cuenta cómo el príncipe Floribacio hubo por una peligrosa aventura a la princesa Roseliana en su poder.
16.- Que cuenta el grande peligro en que el príncipe Floribacio y sus compañeros, llevando la princesa Roseliana en el real de los persianos se vieron.
17.- Cómo en el real de los paganos fue sabida la prisión de la real princesa Roseliana.
18.- De las grandes gentes que el emperador de Rusia ayuntó para el socorro de los troyanos, y de la cruel y sanguinolenta batalla que antes de entrar en Troya con los paganos hubieron.
19.- De cómo Balamarte rey de Privernia envió una carta de desafío al excelente príncipe Floribacio.
20.- De cómo se hizo la batalla entre los Príncipes Floribacio, Balamarte, Palmirandro y Belianisdel y de lo que en ella sucedió.
21.- Que cuenta la rigurosa y golpeada batalla que pasó entre los dos reyes Cleandro y Braforán, con el suceso de ella, y cómo los dos emperadores aparejaron sus gentes para la postrera, mortal y sangrienta batalla.
22.- Que cuenta la muy rigurosa batalla que hubo entre las gentes del emperador Floreano y emperador Balisandro, y las cosas muy maravillosas que en ella sucedieron.
23.- Que cuenta cómo fueron hechas las paces entre los dos Emperadores Floreano y Balisandro, y concertados los casamientos de aquellos Príncipes, y de las grandes fiestas que por el orbe se pregonaron para las bodas.
24.- Cómo el esforzado emperador Floribacio desmandado de las monterías tras un puerco halló una doncella con un caballero muerto llorando y lo que sobre ello hizo.
25.- Cómo se desposaron los príncipes según concertado estaba, y del bravo y trabado torneo que en el día de los desposorios se hizo.
26.- De una grande y extraña aventura que vino a la ciudad de Troya, por donde fueron puestos los príncipes en gran confusión y peligro, y de lo que más della sucedió.
27.- De cómo se velaron los novios, y de la gran festividad que sobre ello hubo, con lo que más acaeció.
28.- Cómo aquellos príncipes se partieron de la ciudad de Troya para sus tierras, dejando en gran soledad la corte, con lo que más sucedió.
29.- Cómo yendo don Playartes y Aureliano con la doncella Garima, don Playartes la requirió de amor, y lo que sobre esto pasaron.
30.- Cómo llegados don Playartes y Aureliano a la ciudad de Lisboa, don Playartes se enamoró antes que la batalla hiciesen de una hermosa dueña hermana del rey Liberio llamada Filisea.
31.- Cómo al linda Duquesa Filisea envió una criada suya llamada Ardenia a don Playartes, y lo que con ella pasó.
32.- Cómo don Playartes fue una noche a hablar a Filisea, y de las razones que con su doncella Ganta y con ella pasó.
33.- Cómo don Listarán de la gran fuerza, aportando en Alemania, libró la Emperatriz Mietildes de una falsa acusación, por lo cual casando con la princesa Antidea vino a ser Emperador.
34.- Del desconocimiento grande de la linda Filistea con don Playartes, y cómo por la venida de Aureliano se partió de la ciudad de Lisboa.
35.- De lo que a don Playartes y a Aureliano acaeció partidos de la ciudad de Lisboa, y cómo don Playartes con su escudero Firmio envió una carta a su señora la princesa Florinda.
36.- Que cuenta el alto y maravilloso nacimiento del grande Alfebo, y de las admirables cosas que en él sucedieron.
37.- Que cuenta un hazañoso y extraño hecho del Doncel del Febo.
38.- De la extraña y peligrosa aventura que al doncel del Febo acaeció en una floresta.
39.- De lo que al caballero del Pelícano y al caballero del León acaeció en una fuente con dos pastores.
40.- De cómo por una extraña y peligrosa aventura los dos valientes caballeros del Pelícano y del León libraron al Rey de Maritania y a la Reina Filaxia su mujer.
41.- Que cuenta las extrañas aventuras que al extremado y preciado caballero del Pelícano acaeció, y de las batallas que con el bravo Galteón y sus caballeros hubo.
42.- De cómo el caballero del pelícano libró a su escudero Firmio de una bravo jayán, y de la carta que de la Princesa su señora recibió.
43.- De cómo el Doncel del Febo por extraño caso se apartó del imperio de Troya.
44.- De lo que acaeció en la corte después de la partida del Doncel del Febo, y de la muerte de los dos viejos emperadores.
45.- De lo que al caballero del Pelícano con Velador de las Mañas acaeció.
46.- Do se cuenta el nacimiento y crianza del ferocísimo y endiablado pagano Bramaronte de Arabia, hijo del fiero Radamante y de la sabia Dragontina.
47.- De cómo el Doncel del Febo aportó en el imperio de Persia, de donde habiendo recibido la orden de caballería de mano del fiero Bramaronte lo desafió a mortal batalla.
48.- Que cuenta la muy cruel y espantosa batalla que entre el caballero del Febo y el endiablado pagano Bramaronte fue hecha en la ciudad de Brindania, con el peligroso fin della.
49.- De las variaciones y contrariedades que consigo la princesa Diana tenía sobre el caballero del Febo.
50.- De las razones que yendo a la ciudad de Persépolis el caballero del Febo pasó con la Princesa Diana, y lo que en el paso de la guarda les acaeció con el caballero desamado.
51.- Que cuenta cómo las grandes fiestas que el soldán Menandro tenía ordenadas fueron comenzadas, y lo que en ellas avino.
52.- Que cuenta una extraña aventura que vino a la corte del gran soldán Menandro en el segundo día de las fiestas, y de la golpeada y temerosa batalla que con el fortísimo rey Aquilanio el caballero del Febo hubo.
53.- Que cuenta de lo que al caballero del Febo recogido en su aposento acaeció y cómo se partió encubiertamente de la corte del soldán.
54.- Basado en fatos reales de la época del paleolítico y del meteoro que cayó en la tierra.
El autor concluye diciendo “… ni mis presentes ocupaciones sufren mayor dilación, ni es justo dar más pesadumbre con mis desabridas razones a los lectores: antes es razón dar algún reposo a la cansada pluma, para tener mejor aliento para contar cosas más altas y espantosas, como en el segundo libro desta primera parte se verán, pidiendo ahora perdón de los pasados yerros.”
Al final de la obra hay sonetos laudatorios de Luis Alariu, Iosepho Roger (en italiano) y Benito Sánchez Galindo. El colofón dice “Aquí fenece a gloria y alabanza de Dios el libro primero de la primera parte del Dechado y remate de grandes hazañas. Compuesto por Steban Corbera natural de Barcelona, el segundo se queda imprimiendo que por ciertas causas no pudieron ir juntos. Acabóse a tres del mes de julio, año de MDLXXVI en Barcelona en casa de Pedro Malo impresor de libros.”